# Пряжів (станція)
Пряжів — проміжна залізнична станція Коростенської дирекції Південно-Західної залізниці лінії Бердичів — Житомир. Розташована поблизу села Пряжів.
Розташована між станціями Бистра та Кодня.

## Історія
Лінія Бердичів — Житомир була прокладена 1896 року. Станція Пряжів (у радянський час вживався варіант Пряжеве) виникла 1931 року.

## Розклад
- Розклад руху приміських поїздів;
- ст. Пряжів